# A Baleár-szigetek olasz megszállása

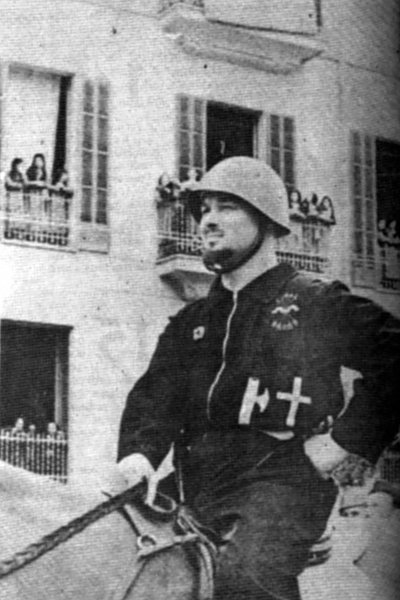
Arconovaldo Bonaccorsi feketeinges vezető bevonulása Palma de Mallorcába 1936 szeptemberében

A Baleár-szigetek olasz megszállása 1936-ban kezdődött és a spanyol polgárháború végéig tartott. A fasiszta Olaszország azon céllal avatkozott be a polgárháborúba, hogy egyrészt segítse az azonos gondolkodásúnak tartott Falange-t, ezáltal egy fasiszta Spanyolország támogathatná Benito Mussolinit a Földközi-tenger medencéjében történő olasz egyeduralom kiépítésében, másrészt Mussolini meg akarta szerezni a Baleárokat és az észak-afrikai Ceutát (utóbbi helyen egy bábállam létrehozása is felvetődött). A Baleárok ellenőrzésével Mussolini olyan stratégiai pozíciót akart felvenni, amellyel zavarhatta volna a franciák észak-afrikai gyarmataival (különösképp Algériával), valamint a britek Gibraltárral és Máltával való összeköttetését.
Bár az olaszok de facto katonai megszállókként voltak jelen, ám a szigetek polgári kormányzatát továbbra is a spanyol nacionalista kormány ellenőrizte (ráadásul jogilag sem volt deklarálva az olasz megszállás). Viszont a kikötőket és reptereket mindvégig az olasz hadsereg használta.

## A megszállás története
Mussolini már a polgárháború kitörése előtt kapcsolatban állt Antonio Goicoechea spanyol nacionalista politikussal és pénzügyi támogatást ajánlott fel a köztársasági kormány megdöntésére. A konfliktusba való beavatkozás első fázisaként önkéntesnek címzett, feketeingesekből álló fegyveres alakulatot küldött a Baleárokra Arconovaldo Bonaccorsi vezetésével.
A 3000 fős feketeinges haderő (amelyet vadászrepülők és bombázógépek is támogattak) nélkülözhetetlen erősítésének köszönhetően, a csupán 500 fős nacionalista katonaság le tudta győzni a 8000 fős köztársasági milíciát, így Bonaccorsi elfoglalta Mallorcát. Bonaccorsi ugyanakkor kijelentette, hogy a szigeteket mindörökre Olaszországhoz csatolja. A feketeingesek rögvest rémuralmat vezettek be Mallorcán: rengeteg embert megöltek olyan vádakkal, miszerint kommunisták lennének, továbbá a börtönökben raboskodó szinte valamennyi foglyot agyonlőtték. Bonaccorsi rémtetteinek 3000 áldozata volt. Az önjelölt diktátor a sziget településein, így a székhelyen Palma de Mallorcán olasz nyelvűvé keresztelte át az utcákat és tereket, valamint ókori római jelvényeket helyezett ki. Bonaccorsit odahaza később meg is jutalmazták a mallorcai ténykedéséért.
A köztársasági erőknek csak Menorca szigetét sikerült megtartani. Mallorca, Ibiza, Formentera és a többi kisebb sziget mind olasz ellenőrzés alá jutott. A haditengerészeti bázisokat a flottaminiszter helyettese, Giovanni Remedio Ferreti szervezte meg és Mallorcára vagy 1200 reguláris katonát telepítettek. A nacionalista hatóságok jogköre a bázisokra nem terjedt ki, azokat kizárólag az olaszok vezették.

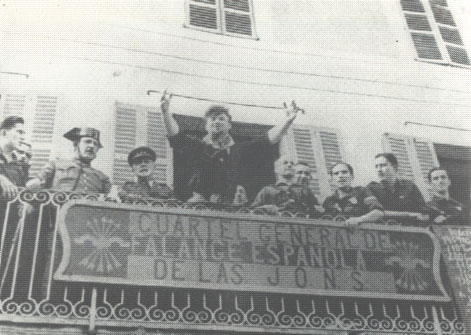
Bonaccorsi és emberei Manacorban

Az olasz légierő Mallorcát használta támaszpontnak további spanyolországi bevetésekhez, jóllehet eleinte korlátozottak voltak ezek akciók, ugyanis Mussolini amennyire lehetett, kerülni próbálta a britekkel és franciákkal való összeütközést.
Miután nyilvánvaló vált, hogy Nagy-Britannia és Franciaország számára közömbös a baleári olasz jelenlét, így Mussolini növelhette a katonai egységek (főképp a légierő) számát Mallorcán. Pilótaként itt szolgált Bruno Mussolini is, a diktátor fia. A légibázisok folyamatosan bővültek és mind nagyobb mennyiségű hadianyagot szállítottak a Baleárokra, mígnem 1938. januárjára már kétszerannyi olasz bombázó állomásozott Mallorcán, mint 1936-ban. A hadihajó forgalom is jelentősen megnőtt, amely a nacionalistáknak biztosította az utánpótlást.
Bár a brit vezérkar már 1936-ban aggodalmát fejezve ki úgy nyilatkozott, hogy az olasz bázisok mallorcai jelenléte sérti az angol érdekeket, mégsem tekintették komoly fenyegetésnek. Franciaország csak 1938-tól kezdte rossz szemmel nézni az olasz légibázisokat, valamint azok akcióit spanyol republikánus kikötők és hajók ellen. Az angolok 1939-től kezdtek komolyan tartani attól, hogy a Baleárok (különösen Mallorca) tartós olasz megszállás alatt marad.
1937-ben, amikor a köztársasági kormány nehéz helyzetbe jutott, kétségbeesetten próbálta visszavonulásra bírni Mussolinit és a hitleri Németországot. Ennek fejében készek voltak a köztársaságiak átadni a Baleárokat az Olasz Királyságnak, a Kanári-szigeteket pedig a Harmadik Birodalomnak. Az olaszok azonban további feltételeket támasztottak: semlegességükért cserébe követelték a Spanyol Marokkó átadását, 100 millió dolláros hozzájárulást a hadi kiadásaikhoz, a Baleárok Olaszországhoz való csatolásán túl 100 ezer olasz betelepítésének a biztosítását a szigetekre, s további 100 ezer olasz nemzetiségű betelepítését az Ibériai-félszigetre is, valamint egy-két légibázis bérbeadását. Luis Araquistáin franciaországi spanyol nagykövet, a köztársasági kormány megbízottja csak a szigetek átadását és az olasz betelepítést tartotta leginkább elfogadhatónak.
1938-ban az olasz pénzügyminisztérium egy olasz érdekeltségű spanyol társaságon keresztül nagyobb földterületet vásárolt a mallorcai S'Albufera régióban.

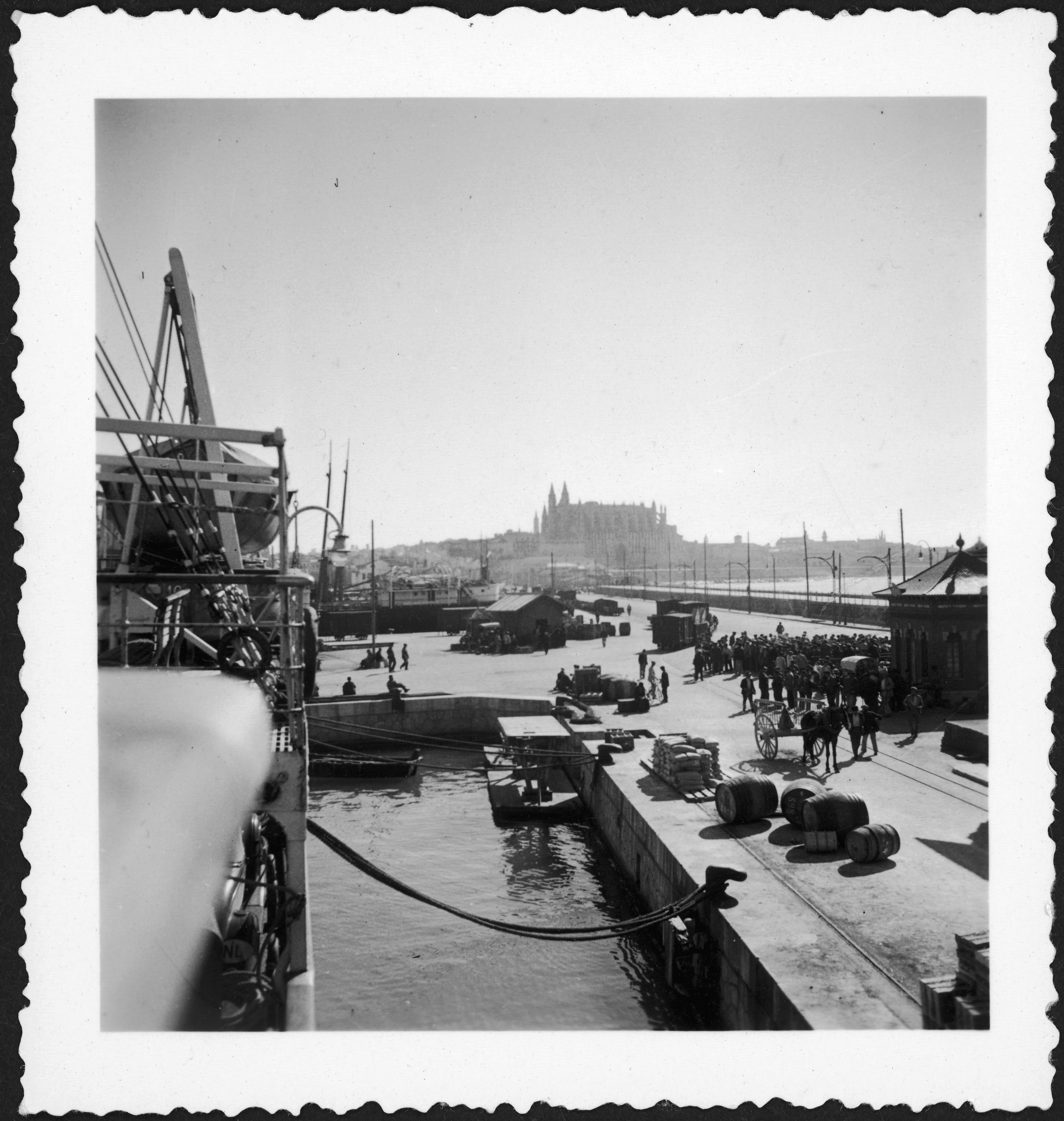
Palma de Mallorca kikötője 1936-ban

## A megszállás vége
Menorca szigete 1939-ben is még ellenállt a nacionalistáknak és az olaszoknak. Az olaszok ekkor közvetíteni próbáltak a felek között és elérni az ottani köztársasági erők megadását, mire a franciák és az angolok közbeléptek, nehogy Menorca is olasz megszállás alá kerüljön. A köztársasági kapituláció Menorcán így francia-angol közvetítéssel történt meg.
Az olasz megszállás rögvest Francisco Franco és a nacionalisták győzelmét követően ért véget a Baleárokon, nem sokkal azután, hogy Mussolini megszállta Albániát. A prominens spanyol tábornok Antonio Aranda Mata portugáliai lapoknak nyilatkozva kijelentette, bár Olaszország áhítozott a Baleár-szigetek után, azok mégis spanyol ellenőrzés alatt maradnak.
Mussolininek valójában ezidőtájt megváltozott a figyelme, ugyanis nem tetszett az olasz diktátornak Hitler egyidejűleg történt, Csehszlovákiával szemben elért sikere, amelynek során a németek megkaparintották egész Csehország és Morvaország területét, Szlovákiából pedig bábállamot csináltak. Mussolini nem akarta veszni hagyni a kelet-európai pozíciókat, ezért a nyugati mediterrán régiók helyett a balkáni területekre összpontosított.